# George Garzone

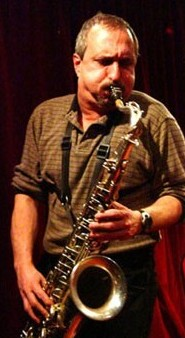

George Garzone (* 23. September 1950 in Boston) ist ein US-amerikanischer Jazzmusiker (Tenor- und Sopransaxophon), der vor allem als Hochschullehrer gewirkt hat.

## Leben und Wirken
Garzone begann im Alter von sechs Jahren auf dem Tenorsaxophon, spielte in einer Familienband und besuchte die Musikschule in Boston. Nach dem Besuch des Berklee College of Music trat Garzone kurze Zeit mit Woody Herman sowie mit dem Popsänger Tom Jones auf. 1972 gründete er das Jazztrio The Fringe, mit dem er vierzig Jahre lang in Boston auftrat und mehrere Alben aufnahm. Daneben arbeitete er u. a. mit Jamaaladeen Tacuma, mit dem er eine Europatournee unternahm. Seit der Gründung 1984 war er Mitglied von George Schullers Formation Orange Then Blue, gehörte aber zeitweilig auch zur Band The Schull Boys von George und Ed Schuller. Dann gründete er weitere eigene Combos, mit denen er Aufnahmen vorlegte. Weiterhin nahm er mit George Russell, Bob Moses, Mike Mainieri und Ingrid Jensen auf, arbeitete mit Danilo Pérez, Jack DeJohnette, Rachel Z sowie John Patitucci und gehörte zum Nonett von Joe Lovano.
Garzone unterrichtet seit 1975 am Berklee College of Music Jazz, wo er die Professur für Holzbläser bekleidet. Daneben lehrte er aber auch am New England Conservatory, an der Longy School of Music, der New York University und dem New School University Jazz and Contemporary Program. Dabei verwendet er den „Triadic Chromatic Approach“. Seine bekanntesten Schüler sind Joshua Redman, Branford Marsalis, Teodross Avery, Luciana Souza, Mark Turner, Donny McCaslin, Douglas Yates und Danilo Pérez.

## Diskographische Hinweise
- Alone mit Luciana Souza, Chuck Loeb, David Kikoski, Eddie Gomez, Lenny White, 1995
- Four’s and Two’s mit Joe Lovano, Joey Calderazzo, John Lockwood, Bill Stewart, 1996
- Moodiology mit Kenny Werner, John Lockwood, Bob Gullotti, Claire Daly, Douglas Yates, Mike Mainieri, 1999
- One Two Three Four mit Chris Crocco, Dennis Irwin, Pete Zimmer, 2007
- Night of My Beloved mit Kenny Werner, Romero Lubambo, Nilson Matta, Duduka da Fonseca, 2007
- Among Friends mit Steve Kuhn, Anders Christensen, Paul Motian, 2009
- The Fringe: 40 Years on The Fringe, mit Bob Gullotti, John Lockwood, 2013
- George Garzone, Jerry Bergonzi, Carl Winther, Johnny Åman, Anders Mogensen Quintonic, 2014
- George Garzone / Jerry Bergonzi / Bob Moses / Richard Andersson: Splitting Up in Boston, 2015
- George Garzone/Peter Erskine/Alan Pasqua/Darek Oles: 3 Nights in L.A., Fuzzy Music, 2019 (3-CD-Box)
- Jeff Rupert/George Garzone: The Ripple, Rupe Media, 2020, mit Marty Morell, Jeremy Allen